# Callithea callithea
Callithea callithea är en fjärilsart som beskrevs av Jean Baptiste Godart 1819. Callithea callithea ingår i släktet Callithea och familjen praktfjärilar. Inga underarter finns listade i Catalogue of Life.